# Wahlbergøya
Wahlbergøya est une île de Norvège, dans l'archipel du Svalbard. Située dans le détroit d'Hinlopen, elle fait partie de l'archipel des Vaigattøyane.
L'île est en superficie la deuxième du détroit d'Hinlopen mais la plus grande des Vaigattøyane.
Elle a été nommée en hommage au botaniste suédois Peter Fredrik Wahlberg